# Комплекс садиби Харитоненка
Комплекс садиби Харитоненка (1880—1890) — архітектурна пам'ятка національного значення, розташована в м. Суми, за адресою: вулиця Троїцька, 4. До комплексу входять торгова контора, родова садиба і сад.

## Опис
Контора торгового дому «Харитоненко і син» в 1860 роках була одноповерхова. У 1913 році її добудували в неокласичному стилі, стала двоповерхова (1913 рр.). Споруда служила резиденцією сімейства Харитоненко.
Всі споруди були оснащені всіма видами комунікацій. Територію перед будинком прикрасив фонтан, прикрашений чарівної фігуркою античного божества.

## Історія садиби
На березі річки Псел, де впадає в неї річка Сумка, в 1860-х рр цукрозаводчик Іван Харитоненко придбав ділянку землі з одноповерховим будинком і двома кам'яними флігелями. Тоді ж була почата перша перебудова садиби, а південний флігель був обладнаний під контору.
Інші відносять садибу Харитоненків до 1880-1910-их рр. Нібито в 1880-і в глибині ділянки з парком був побудований особняк, перед яким на червоній лінії вулиці розмістилася контора. У 1910 роках на ділянці були споруджені новий конторський будинок, службовий корпус зі стайнями, а також прокладено міст через Сумку. Двоповерховий особняк виконаний у модернізованих ренесансно-барокових формах. Головна контора — в стилі неокласицизму. До складу садиби входили також фонтан перед житловим корпусом і парк над Пслом. Павло Харитоненко успадкував від батька найбільше в Російській імперії об'єднання з семи цукрових і одного рафінадного заводів, з центральною конторою в Сумах — «Харитоненко і син». Ця контора є складовою комплексу «Садиба Харитоненка». У 1912—1913 роках Харитоненко провів ремонт всіх будівель, в тому числі будинку контори, яка стала двоповерховою. Стайні і льодовики також стали новими і зручними, а сад, що розкинувся на березі річки, удосконаленим. У довоєнний час в приміщенні контори розміщувався дитячий санаторій імені Косіора, під час війни був госпіталь, у повоєнний час — поліклініка № 1. Після 1991 року тут розміщувалася міська архітектура. Були спроби відремонтувати приміщення, місто передало його у власність Національного банку України, потім до Міністерства освіти. Зараз садиба Харитоненків належить Українській академії банківської справи НБУ.